# Векки, Готтардо
Готтардо Векки (итал. Gottardo Vecchi; 30 июня 1873, Болонья — 16 декабря 1923, Мальмё) — итальянско-шведский виолончелист. Отец Гвидо Векки.
Сын Луиджи Векки (1829—1905), возглавлявшего городской оркестр в городке Сан-Джованни-ин-Персичето. Учился в музыкальной школе своего отца, в 12 лет впервые выступил с концертной программой в городском театре. С 1895 г. играл в городском молодёжном камерном оркестре Concerto Felsineo, который в 1896—1907 гг. регулярно выступал с гастролями в Германии. После одной из таких поездок Векки остался в Берлине и поступил в Консерваторию Штерна, где учился у Антона Эккинга и Генриха Кифера; в берлинский период Векки отдал также дань увлечению композицией.
По окончании курса Векки занял в сезоне 1906—1907 гг. пульт первой виолончели в симфоническом оркестре города Або в Финляндии, затем некоторое время выступал в России, а с осени 1907 г. обосновался в Мальмё, где стал основателем местной консерватории. Векки также был постоянным участником фортепианного Трио Мальмё и струнного квартета консерватории. Играл также на виоле да гамба.